# Luisah Teish
Luisah Teish (também conhecida como Iyanifa Fajembola Fatunmise) é professora e autora, principalmente de Jambalaya: The Natural Woman's Book of Personal Charms and Practical Rituals.

## Biografia
Luisah Teish é uma afro-americana, nascida em Nova Orleães, Luisiana. Seu pai, Wilson Allen, Sr. era um metodista episcopal africano cujos pais haviam sido escravos de duas gerações e apenas uma geração longe da escravidão. Sua mãe, Serena "Rene" Allen, era católica, de herança haitiana, francesa e choctaw. Sua linhagem original também inclui a África Ocidental Iorubá. Ela é uma Iyanifa e chefe Oxum na tradição Iorubá Lucumi.
No final dos anos 1960, Teish era dançarina no grupo de Katherine Dunham, onde aprendeu e executou danças tradicionais africanas e caribenhas. Depois de deixar a companhia de dança, ela se tornou coreógrafa em St. Louis. Em 1969 ela se juntou ao Templo Fahami de Ámon, onde ela tomou o nome de "Luisah Teish", que significa "espírito aventureiro". Ela liderou a trupe de dança do Black Artists Group (BAG) em St. Louis após a saída da primeira líder de dança do BAG, Georgia Collins.
No final dos anos 1970, ela se tornou uma iniciada e sacerdotisa da religião Lucumi. Ela começou a lecionar em 1977. Ela atualmente reside em Oakland, Califórnia.
Teish disse em uma entrevista "Minha tradição é muito comemorativa - sempre há música, dança, música e comida em nossos cultos - bem como um senso de reverência pelas crianças. É alegre e também meditativo."
Um autor disse que ela era "talvez a mais conhecida .. Sacerdotisa Iorubá .. da [San Francisco] Bay Area" (2010). Outro autor a caracterizou como "..bem conhecida internacionalmente nos círculos das Deusas como uma escritora e criadora de rituais."